# Ttukunak
Ttukunak es un dúo musical formado por Maika y Sara Gómez, dos hermanas gemelas vascas, que tocan txalaparta.

## Historia
Con ocho años Maika y Sara Gómez comenzaron su formación en folclore vasco en la escuela de danza de Vitoria-Gasteiz. En 1990 se iniciaron en la txalaparta en la Academia Municipal de Folclore Musiketxea. De la mano de sus maestras Alicia Unzetabarrenetxea y María Morera, se relacionaron con el entorno intelectual y artístico y conocieron otras músicas y tendencias contemporáneas y vanguardistas. Desde el primer contacto con la txalaparta, destacaron por su musicalidad, su energía y su capacidad de emocionar al público desde el escenario.Con trece años comenzaron a realizar conciertos evidenciando una manera única y novedosa de dar una nueva dimensión sonora y musical a la txalaparta, instrumento históricamente ligado a lo masculino y ceñido al entorno y claves tradicionales.

Manteniendo la tradición de la txalaparta, cuyas bases son comunicación, improvisación y creación conjunta, han generado un lenguaje musical propio, a partir de esa tradición, que va hacia lo contemporáneo.
«Hicieron brotar ritmos y melodías como a nadie hemos visto en este instrumento que parece diseñado para almas gemelas, como es el caso.» (Javier de Cambra, La Razón).
En 2004 crearon el grupo Palo Flamenco, incorporando la txalaparta al flamenco, una propuesta que asombró en la Bienal de Flamenco de Sevilla o el Festival de Jeréz y con la que han recorrido festivales de todo el mundo.
Han recorrido desde 2002 escenarios de todo el mundo, desde el Royal Festival Hall de Londres hasta Brasil, Europa o Asia.Han colaborado entre otros, con John Zorn, Trilok Gurtu, Mariza, Pierre Favre, Faiz Ali Faiz, Ojos de Brujo, Radio Tarifa, Arto Tunçboyacıyan, Tomás San Miguel, Cachaíto y Roberto Fonseca. y un largo etcétera. Han participado en innumerables proyectos además de su propia formación Palo Flamenco, una propuesta que incorpora la txalaparta al flamenco.
Grupos como Oreka TX, Kalakan o Ttukunak han conseguido popularizar la txalaparta en el extranjero.